# Marc Trauner
Marc Trauner (rođen 7. travnja 1969. u Frankfurtu na Majni, poznat i kao Marc Acardipane) je njemački DJ i glazbeni producent. On se smatra jednim od osnivača hardcore techna.
Marc je suosnivač diskografske kuće Planet Core Productions gdje je 1990. kao Mescalinum United objavio poznatu pjesmu "We Have Arrived" na ploči The Reflections Of 2017 EP.
U suradnji sa Scooterom, objavio je pjesmu "Maria (I Like It Loud)" (kao "poklopac" njegove pjesme "I Like It Loud" iz 1998.) koja je ušla u top 20 najboljih hitova u Ujedinjenom Kraljevstvu 2003. godine. Godine 2006. objavio je album Best Of (1989-1998).
Marc je još uvijek nazočan na glavnim hardcore/gabber događajima (uključujući i Masters of Hardcore, Thunderdome), no samo kao DJ.

## "We Have Arrived"
U siječnju 1990., Marc je pod nadimkom Mescalinum United objavio pjesmu "We Have Arrived" koja se često naziva prvom hardcore/gabber pjesmom. Neki ljudi smatraju kako je pjesma zapravo snimljena krajem 1989.
Objavljeni su i razni remiksevi pjesme idućih izvođača:
- The Advent remix (5:35)
- Aphex Twin QQT remix (4:24)
- Aphex Twin TTQ remix (5:03)
- Darrien Kelly's 98 retake (4:18)
- DJ Promo remix (6:19)
- Lory D remix (4:24)
- Manu Le Malin remix (4:40)
- Miro remix (5:05)
- Rude Awakening remix (4:10)
- The Horrorist remix (4:06)
- The Mover remix

## Nadimci
Marc Trauner je također poznat i po tome što koristi mnogobrojne nadimke za svoje mnogobrojna izdanja:
"?", 6-Pack, 8 A.M., A Lighter Shade, A.2017, Ace The Space, Alien Christ, Barracuda, Bellini Uno, Budleckers, Bunker Youth, Chucky Chunk, Craig Tayaffo, Cyborg Unknown, Cypher, DB 600, DJ Bubi, DJ Full Nuts, DJ Jacques O., DJ Puppy, Dogge Team, Don Dee Jay, Dr. Atomic, Frank Dogge, Free Base International, Freez-E-Style, Friends Of Alex, Friends Of Django, Giebel, Gotz, Highrollers, Jack E. Mustang, KO, Kool DJ S.M.C., Lil' Pepe Castro, Marc-E-Bwoy, Marc Acardipane, Marshall Masters, Mask, Mescalinum United, The Mover, Nasty Django, New Balance, O.G.s, PCP-Project, Pepe Ramirez, Pilldriver, Planet Phuture, The Possessed, The Postman, Program 1, Project A, Protectors Of Bass, Psycho Party, Psyko-Path Gonzales, Pussy Controller, Rave 2000, Rave Creator, The Re-Block, Reincarnated Regulator, Resident E, S.M.F., SexDrive Entertainment, Sonic Surfer, Spiritual Combat, Sub-0, Subtopia, Suburban Soul, T-Bone Castro, T8, Tanochinjaii, Tilt!, The Tribalspirits, Tumor, Ultra Spaceman, Ultra Tech, Vibrator, Whalekommittee, White Breaks, Wonderboy

## Vanjske poveznice
- Službena stranica Marca Traunera
- MySpace Marca Traunera
- Potpuna diskografija Marca Traunera